# Ogarkowo (rejon wołogodzki)
Ogarkowo (ros. Огарково) – wieś w Rosji, w rejonie wołogodzkim obwodu wołogodzkiego. W 2010 r. liczyła 1448 mieszkańców.